# Daijō-kan
O Daijō-kan ou Dajō-kan (太政官)  foi o Departamento de Estado do Japão durante os períodos Nara e Heian, e por breve tempo durante o período Meiji.
O Código Asuka Kiyomihara de 689 assinala o surgimento inicial deste corpo administrativo, composto por três ministros: o Daijō Daijin (Chanceler), o Sadaijin (Ministro da Esquerda) e o Udaijin (Ministro da Direita) . Foi consolidado pelo Código Taihō de 702. A estrutura governamental imperial era liderada pelo Daijō-kan. Este conselho e seus ministérios subsidiários administravam todos os assuntos profanos no país, enquanto que o Jingi-kan (Departamento de Culto) supervisionava os assuntos relacionados ao ritual Shintō, o clero e santuários.
Esta estrutura gradualmente perdeu poder ao longo dos séculos X e XI, à medida que o clã Fujiwara, assumindo o posto de Sesshō (Regente Imperial), começou a exercer sua influência também sobre o Daijō-kan. Tornou-se comum que o Sesshō ocupasse ambos os postos. No século XII o conselho havia perdido a maior parte do seu poder, embora o sistema jamais tenha sido inteiramente desmantelado, e continuasse a preservar seus arquivos  . Na passagem para o Período Heian as instituições ritsuryō se tornaram desprovidas de maior significado. No reinado do Imperador Komei (1846-1867), contudo, a aristocracia kuge se aliou a poderosas figuras das províncias e esta coalizão pouco definida trabalhou para restaurar o poder e prestígio do governo central, revigorando a antiga hierarquia administrativa .